# Parque nacional de Gorumara
El parque nacional de Gorumara está ubicado hacia el norte del estado de Bengala Occidental en India. Localizado en la región Terai de las colinas Himalayas, es un parque de tamaño mediano con prados y bosques. Principalmente es conocido por su población de rinocerontes indios.
Está catalogado por la IUCN como un parque de categoría II.

## Historia del parque
El parque fue declarado una Reserva natural en 1949, debido a su población de rinocerontes. Fue declarado un parque nacional el 31 de enero de 1994. Al principio era pequeño, como de 7 kilómetros ². Posteriormente Gorumara ha crecido por incorporación de tierras vecinas, aproximadamente a 79 kilómetros ².

## Geografía del parque
Geografía Política: El parque está localizado en la subdivisión Malbazar del distrito Jalpaiguri, en el estado de Bengala Occidental en India.
Geografía Física: Gorumara está localizado en el Himalaya Oriental. Esta región tiene bosques y prados. El parque está sobre los llanos de inundación del río Murti y el río Raidak. El río principal del parque es el Jaldhaka, del sistema del río Brahmaputra. En cuanto a esto, Gorumara es una línea divisoria de aguas significativa entre el Ganges y el río Brahmaputra. El parque se ubica muy cerca de la Reserva de Fauna de Jaldapara y de la Reserva de Fauna Chapramari.

## Historia natural del parque

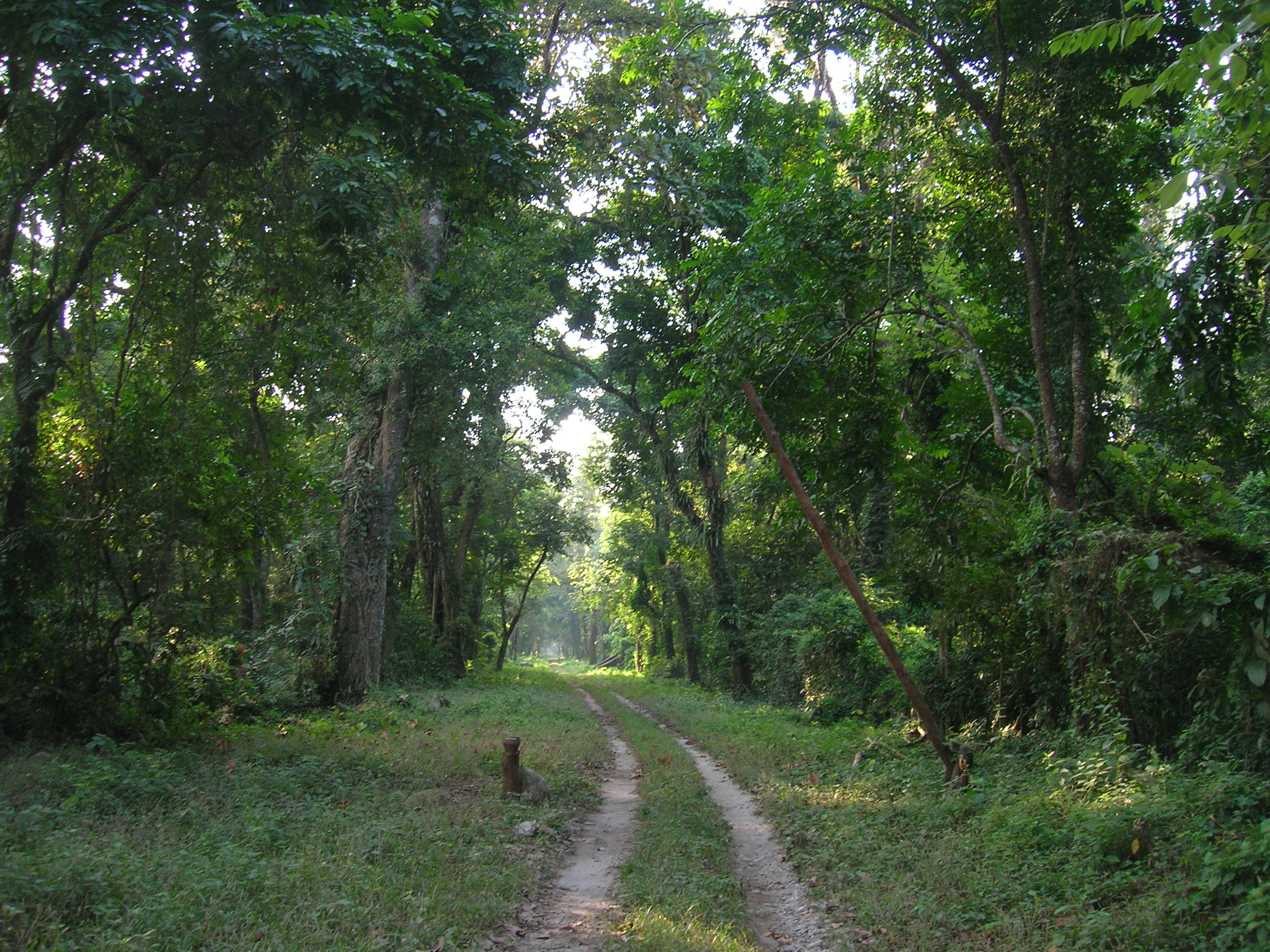
Una carretera dentro del parque.

### Biomasa
El parque entra en la región indomalaya. Dentro del parque, los biomas primarios correspondientes a la ecozona son:
- Pradera y sabana de Terai-Duar del bioma matorrales, sabanas y praderas tropicales y subtropicales
- Bosques caducifolios húmedos de las llanuras inferiores gangéticas del bioma de bosques húmedos tropicales y subtropicales

Ambos son típicos de la región submontana de Terai Bután - Nepal - India.

### Flora
La flora típica incluye:
- Bosques de sal o sala con teca, árbol de la lluvia y árboles de algodón de seda.
- Bosquecillos de bambú, vegetación de praderas de terai y juncos de ribera.

Gorumara es el hogar de numerosas orquídeas tropicales. 

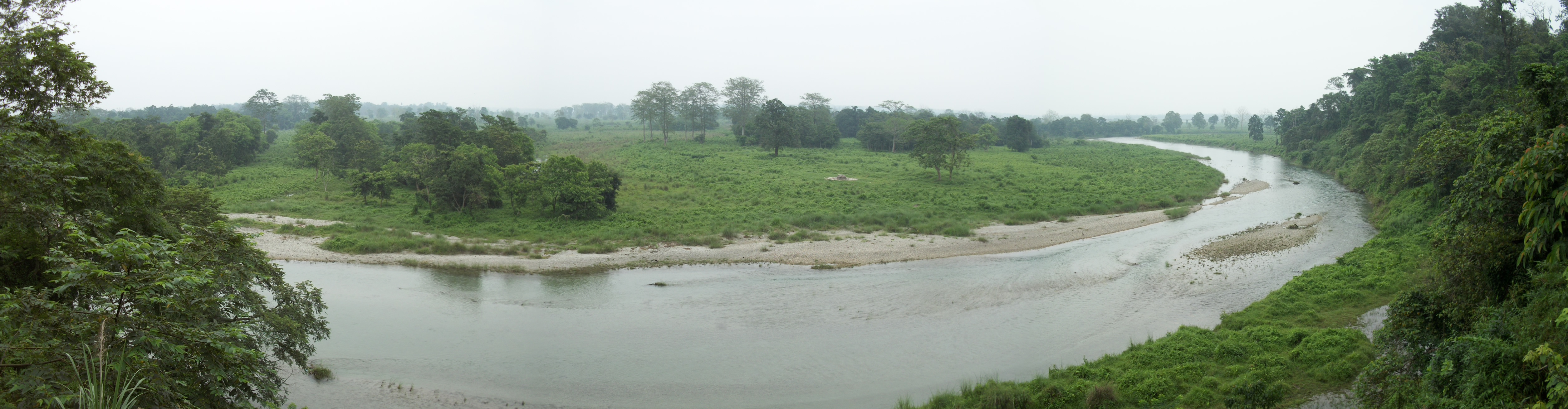
Panorama del P. N. de Gorumara.

### Fauna
El parque ha documentado cincuenta especies de mamíferos, 194 especies de aves, 22 especies de reptiles, 7 especies de tortugas, 27 especies de peces, y otros animales, grandes y pequeños. 

#### Mamíferos
El parque es rico en grandes herbívoros incluyendo el rinoceronte indio, el gaur, elefante asiático, oso perezoso, chital, y sambar. Pequeños herbívoros incluyen muntíaco y ciervo porcino. Hay, comparativamente, una carencia de grandes carnívoros, siendo el único gran felino el leopardo. No hay en el parque población residente tigre de Bengala, cuones, o lobos indios. Sin embargo ocasionalmente se ve algún tigre aquí. Tiene numerosos carnívoros pequeños incluyendo varias civetas, mangostas y pequeños gatos. El parque tiene una gran población residente de jabalíes, pero la especie en peligro crítico jabalí enano ha sido documentado en el parque. También tiene numerosos roedores, incluyendo ardillas gigantes. La rara liebre híspida ha sido también documentada en el parque.

#### Aves
Aves en el parque nacional de Gorumara incluyen aves de bosque submontano como el minivete rojo, pájaros sol, monarca colilargo asiático, drongo escamoso y cálao bicorne. Numerosos pícidas y faisanes habitan en el parque. Los pavos reales son muy comunes. El parque está en la ruta de las aves migratorias incluyendo el raro tarro canelo.

#### Reptiles y anfibios
En el parque habitan un gran número de serpientes, venenosas y no venenosas, incluyendo la pitón de la India, una de las serpientes más grandes del mundo, y la cobra real - la serpiente venenosa más grande del mundo.